# Östra Nöbbelövs församling
Östra Nöbbelövs församling var en församling i Lunds stift och i Simrishamns kommun. Församlingen uppgick 2006 i Simrishamns församling.

## Administrativ historik
Församlingen har medeltida ursprung. Före den 1 januari 1886 (ändring enligt beslut den 17 april 1885) var namnet Nöbbelövs församling. En del av socknen, Hyllinge, tillhörde före 1889 Luggude härad i Malmöhus län och överfördes då till samma härad och län som övriga socknen.
Församlingen var till 1962 annexförsamling i pastoratet Simris och (Östra) Nöbbelöv. Från 1962 till 2006 annexförsamling i pastoratet Simrishamn, Järrestad, Simris, Östra Nöbbelöv och Gladsax. Församlingen uppgick 2006 i Simrishamns församling.

## Kyrkor
- Östra Nöbbelövs kyrka